# Martin Marietta
A Martin Marietta Corporation foi uma corporação norte-americana fundada em 1961 através da fusão da Glenn L. Martin Company e da American-Marietta Corporation. A nova empresa, se tornou líder nas áreas: química, aeroespacial, e eletrônica.
Em 1995, houve outra fusão, agora com a Lockheed Corporation para formar a Lockheed Martin. A Martin Co. em Baltimore, 
manteve o nome por algum tempo, como uma divisão da nova corporação.